# Copa del Rey de fútbol 1918
La Copa del Rey de Fútbol de 1918 fue la edición número 16 de la competición. La conquistó el Real Unión Club de Irún, siendo el primer título de Copa cosechado por este club como tal, aunque ya poseía otro en sus vitrinas, obtenido por el Racing de Irún, uno de los equipos fusionados en el Real Unión.
Se disputó a lo largo de abril y mayo del año 1918, con la participación de los equipos que se habían proclamado campeones de los torneos regionales que se disputaron en España la temporada 1917-18.

## Equipos clasificados
Participaron en esta edición de la Copa los ganadores de los seis torneos regionales que se disputaron en España durante la primera parte de la temporada 1917-18.
|  | Campeonato                      |                                 | Representante                  |  |
|  | Campeonato Regional de Asturias | Campeonato Regional de Asturias | Real Sporting de Gijón         |  |
|  | Copa Cataluña                   | Copa Cataluña                   | Real Club Deportivo Español    |  |
|  | Campeonato Regional Centro      | Campeonato Regional Centro      | Madrid F. C.                   |  |
|  | Campeonato de Galicia de Fútbol | Campeonato de Galicia de Fútbol | Real Club Fortuna de Vigo      |  |
|  | Campeonato del Norte            | Campeonato del Norte            | Real Unión Club                |  |
|  | Copa de Andalucía               | Copa de Andalucía               | Real Club Recreativo de Huelva |  |

## Fase final
El torneo tuvo un desarrollo extraño, forzado en parte porque participaban seis equipos y porque algunos prefirieron disputar sus eliminatorias a partido único y en campo neutral. Además, el retardo en la disputa del Campeonato Regional Sur —en constantes polémicas y anulaciones de partidos—, provocó que cuando estaban programados los primeros del campeonato nacional aún no estuviera dirimido el representante de Andalucía.
|  | Cuartos de final       | Cuartos de final       | Cuartos de final       | Cuartos de final       |  |                            | Semifinales             | Semifinales             | Semifinales             |  |              | Final      | Final      |
|  | 8 de abril - 7 de mayo | 8 de abril - 7 de mayo | 8 de abril - 7 de mayo | 8 de abril - 7 de mayo |  |                            | 21 de abril - 9 de mayo | 21 de abril - 9 de mayo | 21 de abril - 9 de mayo |  |              | 12 de mayo | 12 de mayo |
|  |                        |                        |                        |                        |  |                            |                         |                         |                         |  |              |            |            |
|  | R. C. D. Español       | 3                      | 0                      | 1                      |  |                            |                         |                         |                         |  |              |            |            |
|  | Madrid F. C.           | 0                      | 1                      | 2                      |  |                            |                         |                         |                         |  |              |            |            |
|  | Madrid F. C.           | 0                      | 1                      | 2                      |  | R. C. Recreativo de Huelva | 0                       | 0                       |                         |  |              |            |            |
|  |                        |                        |                        |                        |  | R. C. Recreativo de Huelva | 0                       | 0                       |                         |  |              |            |            |
|  |                        | Madrid F. C.           | 2                      | 4                      |  |                            |                         |                         |                         |  |              |            |            |
|  |                        | Madrid F. C.           | 2                      | 4                      |  |                            |                         |                         |                         |  |              |            |            |
|  |                        |                        |                        |                        |  |                            |                         |                         |                         |  |              |            |            |
|  |                        |                        |                        |                        |  |                            |                         |                         |                         |  |              |            |            |
|  |                        |                        |                        |                        |  |                            |                         |                         |                         |  | Madrid F. C. | 0          |            |
|  |                        |                        | Real Unión Club        | 2                      |  |                            |                         |                         |                         |  |              |            |            |
|  | Real Unión Club        | Real Unión Club        | Real Unión Club        | 4                      |  |                            |                         |                         |                         |  |              |            |            |
|  | Real Sporting de Gijón | Real Sporting de Gijón | Real Sporting de Gijón | 1                      |  |                            |                         |                         |                         |  |              |            |            |
|  | Real Sporting de Gijón | Real Sporting de Gijón | Real Sporting de Gijón | 1                      |  | R. C. Fortuna de Vigo      | R. C. Fortuna de Vigo   | 1                       |                         |  |              |            |            |
|  |                        |                        |                        |                        |  | R. C. Fortuna de Vigo      | R. C. Fortuna de Vigo   | 1                       |                         |  |              |            |            |
|  |                        | Real Unión Club        | Real Unión Club        | 4                      |  |                            |                         |                         |                         |  |              |            |            |
|  |                        |                        | Real Unión Club        | 4                      |  |                            |                         |                         |                         |  |              |            |            |
|  |                        |                        |                        |                        |  |                            |                         |                         |                         |  |              |            |            |
|  |                        |                        |                        |                        |  |                            |                         |                         |                         |  |              |            |            |

### Cuartos de final
Por una parte del cuadro, el Madrid F. C., vigente campeón, disputó sus eliminatoria a doble partido frente al Español de Barcelona. Especialmente dura fue su eliminatoria con el Español ya que necesitó un tercer partido de desempate en el que el Madrid se impuso por la mínima. Esta eliminatoria se disputó los días 8, 14 y 16 de abril; aunque la ida debía haber sido disputada el día 6 siendo esta aplazada a causa de la lluvia. Por la otra parte del cuadro, los equipos norteños disputaron su eliminatoria a partido único y en Madrid, en terreno neutral. En esta eliminatoria, jugada el 7 de mayo, el Real Unión se mostró muy superior a sus rivales asturianos del Sporting de Gijón.
| 1.er Cuarto de final (Ida); 8 de abril de 1918 | R. C. D. Español         | 3 - 0   | Madrid F. C. | Campo de la Calle Muntaner, Barcelona |                   |
|                                                | Reig 4' · Gracia 30' 40' | Reporte |              | Árbitro(s): Salvo                     | Árbitro(s): Salvo |

| 1.er Cuarto de final (Vuelta); 14 de abril de 1918 | Madrid F. C. | 1 - 0   | R. C. D. Español | Estadio de la Calle O'Donnell, Madrid |                     |
|                                                    | Bernabéu 1T' | Reporte |                  | Árbitro(s): Montero                   | Árbitro(s): Montero |

| 1.er Cuarto de final (1.er desempate); 16 de abril de 1918 | Madrid F. C.             | 2 - 1   | R. C. D. Español | Estadio de la Calle O'Donnell, Madrid |                       |
|                                                            | Posada 5' · Bernabéu 10' | Reporte | Gracia 40'       | Árbitro(s): Larrañaga                 | Árbitro(s): Larrañaga |
| Partido de desempate                                       |                          |         |                  |                                       |                       |

| 2º Cuarto de final (Partido único); 7 de mayo de 1918, 17:00 CET | Real Unión Club                                         | 4 - 1   | Sporting de Gijón     | Campo de O'Donnell, Madrid |                     |
|                                                                  | Amantégui 1T' · Petit 1T' 2T' (pen.) · Emery 2T' (pen.) | Reporte | Villaverde 2T' (pen.) | Árbitro(s): Torrens        | Árbitro(s): Torrens |

### Semifinales
La primera de las eliminatorias de semifinales se jugó los días 21 y 28 de abril en Huelva y Madrid. De ella salió vencedor el Madrid F. C. que dominó ambos encuentros. La otra eliminatoria fue jugada el 9 de mayo en Madrid y a partido único entre los gallegos del Fortuna de Vigo y los vascos del Real Unión, con victoria para estos últimos por un contundente 1 a 4.
| 1ª Semifinal (Ida); 21 de abril de 1918 | Recreativo de Huelva | 0 - 2   | Madrid F. C.              | Campo del Velódromo, Huelva |                    |
|                                         |                      | Reporte | Posada 1T' · Bernabéu 1T' | Árbitro(s): Artola          | Árbitro(s): Artola |

| 2ª Semifinal (Vuelta); 28 de abril de 1918 | Madrid F. C.                                   | 4 - 0   | Recreativo de Huelva | Estadio de la Calle O'Donnell, Madrid |                       |
|                                            | Álvarez 40' (pen.) · Posada 2T' · Bernabéu 2T' | Reporte |                      | Árbitro(s): Larrañaga                 | Árbitro(s): Larrañaga |

| 2ª Semifinal (Partido único); 9 de mayo de 1918, 17:00 CET | Fortuna de Vigo | 1 - 4   | Real Unión Club                     | Campo de O'Donnell, Madrid |                   |
|                                                            | Sin datos 2T'   | Reporte | Ruiz 1T' (a.g.) · Sin datos 1T' 2T' | Árbitro(s): Peris          | Árbitro(s): Peris |
| Eliminatoria disputada a partido único                     |                 |         |                                     |                            |                   |

### Final
La final se disputó en el Campo de O'Donnell (campo de fútbol del Athletic Club de Madrid) en Madrid, el 12 de mayo de 1918. Según las crónicas de la época el partido fue de clara superioridad de los fronterizos siendo el 2-0 final un resultado engañoso para los méritos que hicieron uno y otro equipo. El Madrid, a pesar de haberse reforzado respecto a la temporada pasada y jugar esta vez ante su público se vio superado por los irundarras. René Petit, que el año pasado había logrado el título con el Madrid, fue la gran estrella de la final, según las crónicas de la época. 
El Real Unión abrió el marcador en el tiempo de descuento de la primera parte, pasados cuatro minutos del 45, con un controvertido gol, ya que el árbitro consideró que el portero Teus había rechazado un remate de Legarreta cuando el balón ya había rebasado la línea de meta. La crónica del ABC narraba así la polémica jugada:

Un balón roza el larguero del Madrid, Teus lo rechaza y el juez de portería comienza a pitar goal; se vuelven los defensas del Madrid a protestar y los iruneses, aprovechando rapidísimamente lo relatado, rematan y hacen el primer tanto. El público protesta y los jugadores del Madrid se indignan de la arbitrariedad del Sr. Monins, juez de goal.

En la segunda parte continuó la polémica, ya que el Madrid reclamó hasta dos penaltis por manos en el área irunesa. Incluso se produjo un intento de invasión del campo por parte de los indignados seguidores madridistas, que fue abortado por las fuerzas del orden. Finalmente, a cinco minutos del final, Legarreta marcó el definitivo 2-0, con un remate que rebotó en el larguero antes de colarse en la portería.
El Conde de la Mortera, presidente de la Real Federación Española de Fútbol, entregó la Copa y las medallas a los campeones.
| 1          | POR | Domingo Muguruza   |  |
| 2          | DEF | Manuel Carrasco    |  |
| 3          | DEF | José Múgica        |  |
| 4          | MED | Román Emery        |  |
| 5          | MED | René Petit         |  |
| 6          | MED | Ramón Elguiazábal  |  |
| 7          | DEL | José Angoso        |  |
| 8          | DEL | Juan Legarreta     |  |
| 9          | DEL | Patricio Arabolaza |  |
| 10         | DEL | Agustín AmAntegui  |  |
| 11         | DEL | Elías Acosta       |  |
| Entrenador |     |                    |  |

| 1          | POR        | Eduardo Teus          |  |
| 2          | DEF        | Cordero               |  |
| 3          | DEF        | Eulogio Aranguren     |  |
| 4          | MED        | Ricardo Álvarez       |  |
| 5          | MED        | Alberto Machimbarrena |  |
| 6          | MED        | Feliciano Rey         |  |
| 7          | DEL        | Antonio de Miguel     |  |
| 8          | DEL        | Santiago Bernabéu     |  |
| 9          | DEL        | Manolo Posada         |  |
| 10         | DEL        | Joaquín Caruncho      |  |
| 11         | DEL        | Josechu Sansinenea    |  |
| Entrenador | Entrenador | Arthur Johnson        |  |

|  | 45' | Legarreta | 1-0 |
|  | 85' | Legarreta | 2-0 |

| Árbitro:        | Pepe Torrens |
| Jueces de línea | Peris        |
| Jueces de línea | Ovejero      |
| Jueces de gol   | Campos       |
| Jueces de gol   | Monins       |
| Reporte         |              |

| 1          | POR | Domingo Muguruza   |  |
| 2          | DEF | Manuel Carrasco    |  |
| 3          | DEF | José Múgica        |  |
| 4          | MED | Román Emery        |  |
| 5          | MED | René Petit         |  |
| 6          | MED | Ramón Elguiazábal  |  |
| 7          | DEL | José Angoso        |  |
| 8          | DEL | Juan Legarreta     |  |
| 9          | DEL | Patricio Arabolaza |  |
| 10         | DEL | Agustín AmAntegui  |  |
| 11         | DEL | Elías Acosta       |  |
| Entrenador |     |                    |  |

| 1          | POR        | Eduardo Teus          |  |
| 2          | DEF        | Cordero               |  |
| 3          | DEF        | Eulogio Aranguren     |  |
| 4          | MED        | Ricardo Álvarez       |  |
| 5          | MED        | Alberto Machimbarrena |  |
| 6          | MED        | Feliciano Rey         |  |
| 7          | DEL        | Antonio de Miguel     |  |
| 8          | DEL        | Santiago Bernabéu     |  |
| 9          | DEL        | Manolo Posada         |  |
| 10         | DEL        | Joaquín Caruncho      |  |
| 11         | DEL        | Josechu Sansinenea    |  |
| Entrenador | Entrenador | Arthur Johnson        |  |

|  | 45' | Legarreta | 1-0 |
|  | 85' | Legarreta | 2-0 |

| Árbitro:        | Pepe Torrens |
| Jueces de línea | Peris        |
| Jueces de línea | Ovejero      |
| Jueces de gol   | Campos       |
| Jueces de gol   | Monins       |
| Reporte         |              |

|                         |
| Campeón REAL UNIÓN CLUB |
| Primer título           |